# Títere de varilla

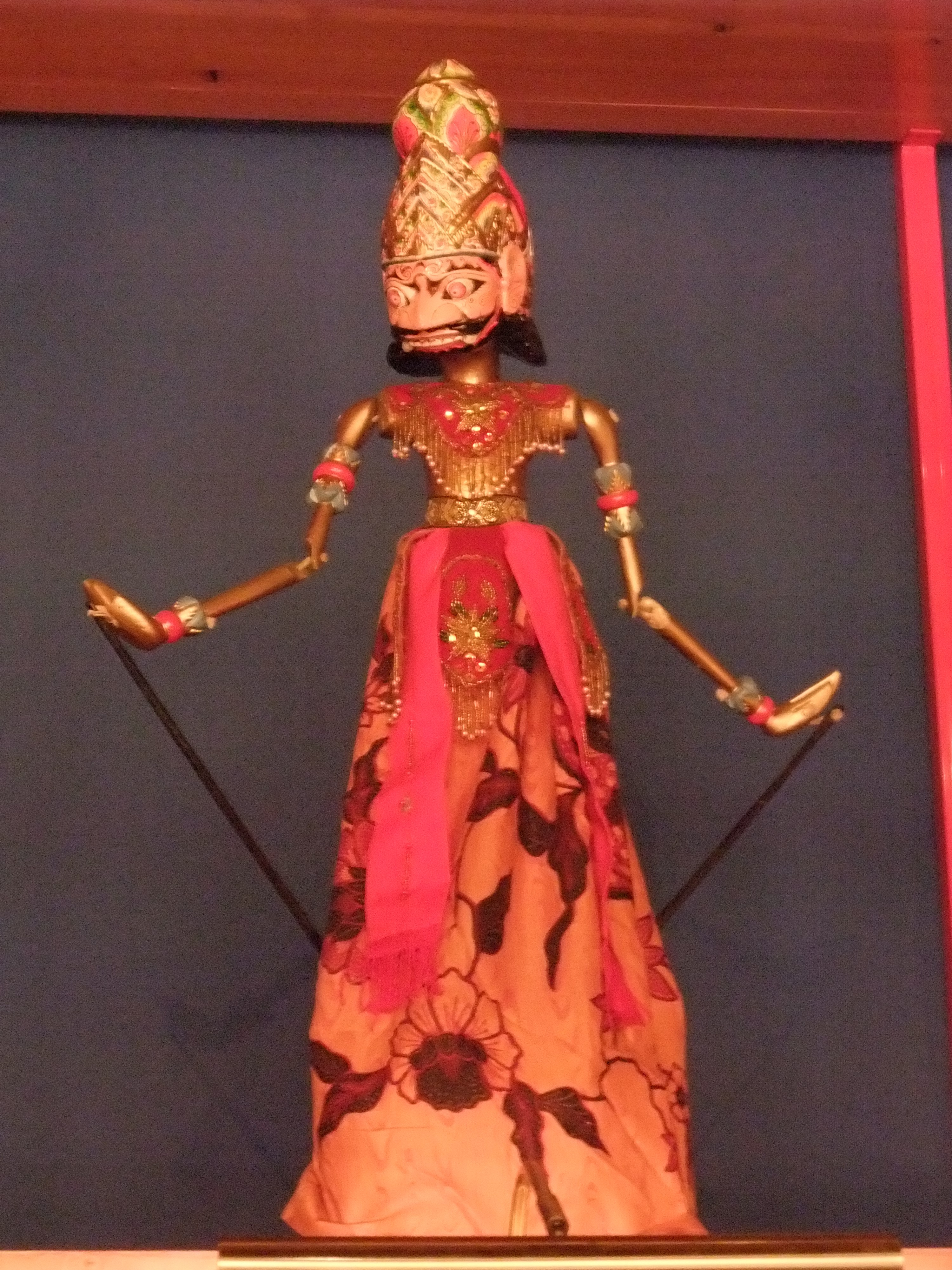
Títere de varillas. Museo del Títere de Tolosa (Guipúzcoa), España.)

Títere de varilla es una técnica básica del teatro de títeres, con algunas coincidencias con el títere de sombra movido también con la ayuda de varillas o bastones. Más cercano a las técnicas de manejo de la marioneta (títere articulado movido por cuerdas o hilos), que al sencillo títere de guante, el de varilla requiere una mayor participación imaginativa por parte del espectador.

## Técnica
Considerada por algunos titiriteros e investigadores como técnica a caballo entre la marioneta y el guante, por disponer de extremidades superiores articuladas, y carecer de las inferiores. Como los muñecos de guiñol, este títere sin pies es manipulado desde abajo introduciendo la mano en su estructura, pero su cabeza y hombros están anclados a un eje de madera que sirve de soporte a los brazos, con articulaciones en el codo y las muñecas que se moverán con las varillas que el titiritero maneja con la mano que no sostiene el cuerpo del títere. Artiles rastrea su posible origen en los wayang kulit indonesios del siglo XI, con cuya denominación títeres javaneses, suele identificarse a los de varilla. Fueron introducidos en Europa por el austriaco Richard Tescher en su teatro de Viena.

## Modelos sicilianos

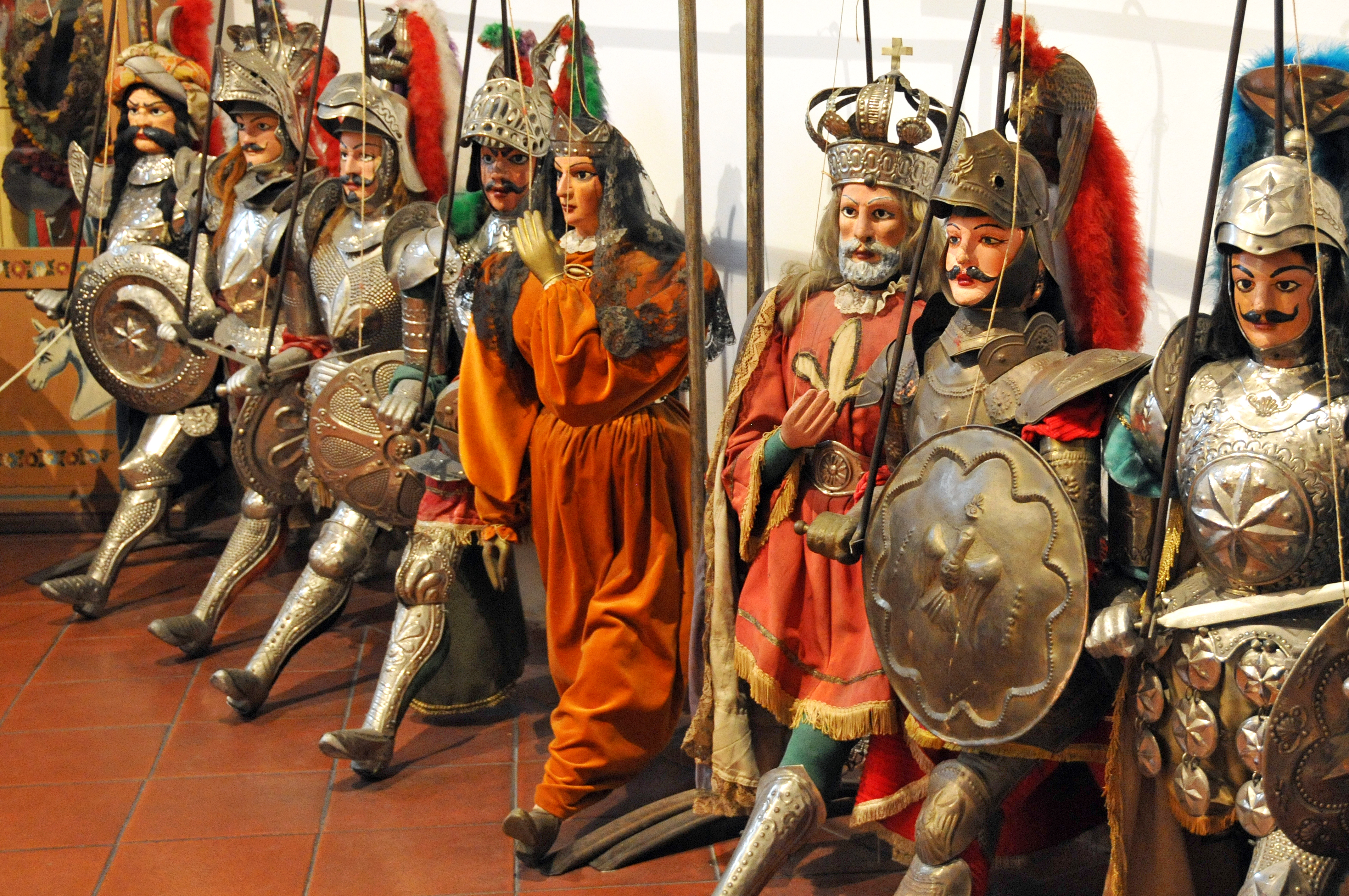
El ejército de títeres de varilla de Orlando Furioso.

De las cuatro variedades que Antonio Pascualino diferenció en la popular Opera dei Pupi siciliana todas se someten parcialmente a la técnica de la varilla:

### Pupi de Palermo
Con una talla respetable de 80 cm de alto, y articulados en las rodillas, se mueven con la ayuda de dos varillas: la principal, de hierro, está unida a otra que atraviesa la cabeza del Pupi; mientras la mano derecha manipula la otra varilla, también de hierro, que lleva además el recurso de "un hilo para poder envainar y desenvainar la espada". En esta variante palermitana, los titiriteros se sitúan al mismo nivel que los muñecos, a cada lado de la escena.

### Pupi de Catania
Los más grandes del grupo, con unos 120 cm de envergadura y un peso que a veces alcanza los 30 kilos (lo que les emparenta con las gigantescas marottes –o "títere bufón"–). Carecen de articulaciones en las piernas y se mueven con dos fuertes varillas, una para la cabeza y otra para la mano derecha que sostiene fija la espada; en este caso los titiriteros mueven las varillas desde una pasarela o puente situado "en un nivel superior al de los muñecos y detrás del telón de fondo".

### Pupi de Nápoles y Romanos
Tanto los pupi napolitanos como los romanos, aproximadamente de un metro de envergadura, son manipulados con técnicas similares a la de los de Catania. También llevan la espada fija en la mano cerrada del títere, pero se diferencian en que una de las varillas, la de esa mano derecha, ha sido sustituida por un hilo.

## En España

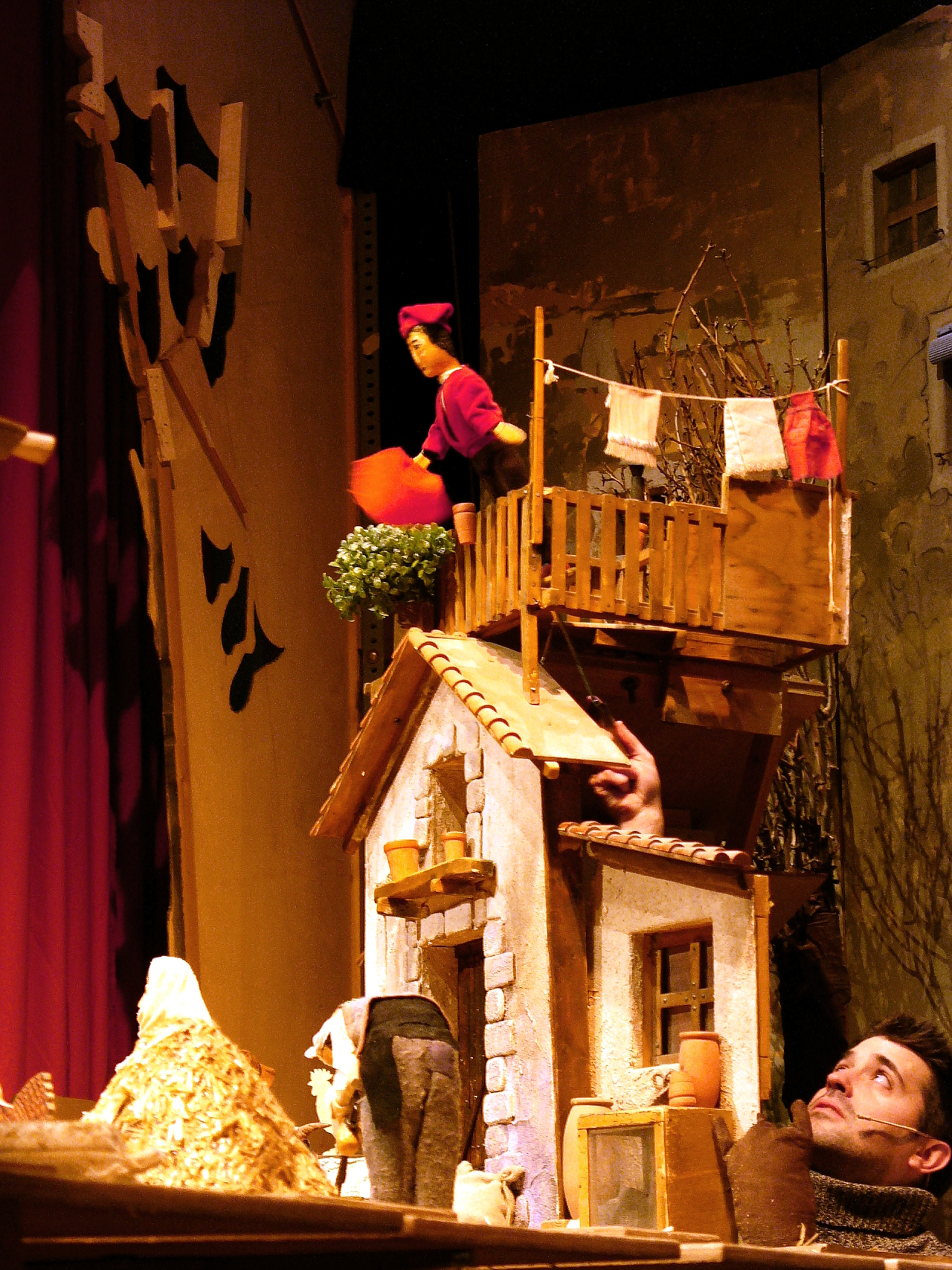
Un momento de la representación del «Betlem de Tirisiti»

Otro modelo de títeres de varilla conservado en la península ibérica es el «Tirisiti», montaje navideño representado en Alcoy desde el siglo xix.